# Arizona State Route 177
Arizona State Highway 177 ist ein Highway im US-Bundesstaat Arizona, der in West-Ost-Richtung verläuft.
Der Highway beginnt am U.S. Highway 60 nahe Superior und endet nahe Winkelman und Hayden an der Arizona State Route 77. Nach etwa zwei Dritteln der Strecke passiert die Straße den Ort Kearny.